# Кунгслена
Кунгслена (швед. Kungslena) — это кирхдорф с Кунгсленским приходом и небольшой городок в коммуне Тидахольм в лене Вестра-Гёталанд. Отель Kungslena расположен у подножия горы Варвсберге. В 1208 году здесь произошла битва под Леной.
К здешним достопримечательностям относится Кунгсленская церковь. На окраине городка находится Ленаборг — остатки небольшого средневекового дворца, построенного в середине XIII века.